# Irichohalticella coccinipes
Irichohalticella coccinipes är en stekelart som beskrevs av Girault 1928. Irichohalticella coccinipes ingår i släktet Irichohalticella och familjen bredlårsteklar. Inga underarter finns listade i Catalogue of Life.